# Sophie Limauge
Pour les articles homonymes, voir Limauge.
Sophie Limauge née le 2 juillet 1998, est une joueuse de hockey sur gazon belge. Elle évolue au poste de milieu de terrain / attaquante au Waterloo Ducks et avec l'équipe nationale belge.

## Carrière
Elle a été appelée en équipe première pour concourir à la Coupe du monde 2018 à Londres.